# Cabitos (Metro de Lima y Callao)
Cabitos es la décima estación de la línea 1 del Metro de Lima y Callao. Está ubicada en la avenida Aviación, cerca al óvalo Los Cabitos (conocido como Higuereta), en el distrito de Santiago de Surco. La estación es elevada y su entorno es comercial. En el futuro, también será vigesimocuarta estación de la línea 3 de manera subterránea.

## Historia
La estación fue inaugurada el 11 de julio de 2011 como parte de la extensión del tramo 1. A partir del 3 de enero de 2012, se iniciaron las pre-operaciones y su operación comercial inició el 5 de abril de 2012. El nombre de la estación es en honor a los jóvenes que murieron en la Batalla de Miraflores (1881) mientras defendían la ciudad.

## Acceso
El acceso es único en el lado norte de la estación y se encuentra a nivel de calle.
La estación posee dos niveles; en el primero se encuentra la zona de torniquetes y boletería. En el segundo, las plataformas norte y sur están conectadas internamente por escaleras mecánicas y ascensores provenientes del primer nivel.